# Jan van der Waart
Johannes (Jan) Nicolaas van der Waart (Den Haag, 5 november 1914 - aldaar, 6 juni 1992) was een Nederlands componist, dirigent en muziektherapeut.

## Levensloop
Hij was zoon van Maria Wilhelmina Pijpers en behanger en stoffeerder Johannes Theodorus Antonius van der Waart. Hijzelf trouwde met 1940 met Johanna Josina Maria van Dijk; een echtscheiding volgde in 1947. Hij hertrouwde met Helena Elisabeth Wegner.
Van der Waart genoot pas laat zijn muzikale opleiding aan het Koninklijk Conservatorium in Den Haag, waar hij bij Coenraad Lodewijk Walther Boer cello, bij Jacques Poons fagot en bij Johan Wagenaar en Henk Badings compositieleer studeerde. Hij zou pas op zijn 21ste begonnen zijn en deed dat tegen de zin van zijn ouders. Hij moest die studie zelf betalen uit baantjes bij een bioscoop, postbesteller; hij noemde zichzelf werkstudent. Op 22-jarige leeftijd werd hij tot solo-fagottist in het Rotterdams Philharmonisch Orkest benoemd (1937-1942). Van Eduard Flipse ontving hij zijn eerste directielessen; hij viel ook wel voor Flipse in. In die periode dirigeerde hij ook diverse stedelijke en provinciale orkesten (Orkest Verenigingen te Groningen, Haarlem, Maastricht en Arnhem, Brabants Orkest). Na 1942 studeerde hij in de orkestklas van genoemd conservatorium. In 1945 was hij terug in Rotterdam; hij kreeg de leiding over het Christelijk Residentie Mannenkoor, gevolgd door de Gereformeerde Zangvereniging en de politiezangvereniging. Hij volgde de internationale dirigentencursus onder andere van Paul van Kempen in Siena (Italië), en behoorde twee jaar achter elkaar tot de finalisten.
Aan het IKing's College in Cambridge (Engeland) gaf hij gastdirecties, onder andere bij de zogenaamde May-week-concerts (jaren zestig). Na zijn terugkeer in Nederland speelde hij een half jaar als fagottist in het Noordhollands Philharmonisch Orkest. Vervolgens begon hij met het opzetten van een koorpraktijk. Gedurende deze periode dirigeerde hij alle grote werken voor (gemengd) koor.
In 1963 richtte hij (na een valse start eerder) zijn Zuid-Hollands Orkest op en was hun dirigent tot de fusie in 1968. 
Ook als muziektherapeut werkte hij 16 jaar lang met geesteszieken in verscheidene psychiatrische inrichtingen. Met eveneens voornoemd Rotterdams Philharmonisch Orkest deed hij schoolconcerten met speciaal voor de jeugd gecomponeerde programma's.
Als componist schreef hij vele koorwerken met en zonder orkest, filmmuziek, en werken voor symfonie- en harmonieorkest.

## Composities

### Werken voor harmonieorkest
- 1969 Schotse Suite
- 1970 Concert, voor klarinet en harmonieorkest
- 1975 Ouverture M'ami
- 1978 Capriccio, voor trombone en harmonieorkest
- 1982 Dialogue, voor twee trompetten en harmonieorkest
- 1985 Feestouverture (opgedragen aan het "Muziek-Ontmoetingscentrum" te Vught bij haar tienjarig bestaan)
- 1986 Concertino, voor hoorn en harmonieorkest

### Werken voor koor
- Bethlehem, voor gemengd koor
- Ik wil zingen van mijn Heiland, voor gemengd koor - tekst: B. de Leeuw
- Wat de toekomst brengen moge, voor gemengd koor
- Kerstzang, voor mannenkoor

### Filmmuziek
- 1961 De Laatste passagier